# Corte Sconta detta Arcana
Corte Sconta detta Arcana è una storia a fumetti di Hugo Pratt. Costituisce la ventiquattresima avventura (in ordine cronologico) di Corto Maltese ed è ambientata in Cina nei primi mesi del 1920.

## Trama
La storia, ambientata nel 1920 tra Hong Kong e il confine tra Manciuria e Siberia, narra dell'inseguimento del treno dell'ammiraglio controrivoluzionario russo Kolcak, carico dell'oro degli zar. Sul treno dell'oro si scateneranno le mire di rivoluzionari, militari ed agenzie segrete, e proprio una di queste ultime coinvolgerà Corto Maltese e Rasputin nell'avventura.

## Protagonisti

### Personaggi di fantasia
- Corto Maltese. Pur risiedendo ad Antigua, possiede una casa ad Hong Kong, in una famigerata parte della città bassa, vicino a un porto. Ciò non impedisce a questa casa, dove si sente il profumo della pesca , di essere riccamente decorata, con uno schermo, un pianoforte a coda, pergamene appese, oltre a un enorme drago cinese disegnato su una parete

- Rasputin, "amico-rivale di lunga data" di Corto, soprannominato "Ras". Sostiene che in gioventù sua madre fu esiliata nella Siberia orientale. Mentre è morta il giorno della sua nascita, è stata curata da una giovane ragazza di Nikolaevsk, che era il suo grande amore. Mentre Nino lo accusa di aver aggredito il treno per soldi, Ras ribatte che è orgoglioso di essere un ladro e che quello che ruba, lo spende, il che si guadagna da vivere. Questo passaggio valse a Hugo Pratt di ricevere bottiglie di vino dai banditi veneziani..

- Capitan Nino (ispirato da Nino Ferrer), un ufficiale russo malinconico e disilluso, associato alle “Lanterne Rosse”. Cerca di affogare il suo crepacuore per Wee-Lee Song nell'alcol e suonando la balalaika.

- Duchessa Marina Seminova, amica di Kolchak. Il suo nome ricorda Marina Semenova, una ballerina classica sovietica.

- Shanghai Li, membro della società segreta cinese delle "Lanterne rosse". Il Kuomintang l'ha mandata dai rivoluzionari mongoli perché amica personale di Soukhé Bator, per impadronirsi dell'oro imperiale russo. Finita la missione, si sposerà e vivrà con Ling, un ingegnere agrario della regione di Kiang-Si, dove finirà per insegnare nella nuova scuola di Kiang.

- Wee-Lee Song, ex amore di Corto, prosaicamente chiamata "Elle". Dopo essere partita per Surabaya, in Indonesia, è tornata ad Hong Kong, ad aspettarlo.

- Maggiore Spasetov, cosacco della regione di Ossouri, nella Taiga, agli ordini di Semenov.

- L'ufficiale pilota dell'aeronautica americana Jack Tippit. Fuma spesso sigari Connecticut, probabilmente sigari fatti di tabacco di base del Connecticut.

### Personaggi storici
- L'ammiraglio Alexander Vassilievitch Koltchak, capo supremo degli eserciti bianchi, trasporta l'oro imperiale su rotaia.

- L'Ataman Grigory Mikhailovich Semenov, capo della "Divisione Selvaggia", teneva la linea della Ferrovia Transiberiana con i suoi treni blindati.

- Compagno Sùchbaatar, capo delle truppe rivoluzionarie nella Mongolia autonoma.

- Il generale Tchang, potente signore della guerra della Manciuria, membro della setta dei "Draghi Neri"; è direttamente ispirato da Tchang Tso-lin. L'album si prende comunque delle libertà storiche e cronologiche con la biografia del vero Tchang.

- Il barone Roman Fedorovich von Ungern-Sternberg, soprannominato "il barone pazzo". Nato nell'Impero russo nel 1885, questo discendente dei Cavalieri Teutonici sogna campagne militari e, come Gengis Khan, Tamerlano e Attila, vuole creare un impero tra Europa e Asia. È anche strettamente legato al buddismo, frequentando diversi ordini buddisti durante la sua vita. Con il suo amico Semenov, al quale si unì in Daouria, combatté i bolscevichi. Mentre quest'ultimo preferiva la Manciuria, il barone si recò in Mongolia, prendendo Urga (l'attuale capitale, Ulan Bator) nel 1920, per scacciare i cinesi, cosa che gli valse l'appoggio dei mongoli. Sarà giustiziato l'anno successivo a Novonikolaïevsk (Novosibirsk). Hugo Pratt lo descriveva dal libro dello scrittore Jean Mabire, Ungern, le Baron fou.